# ロバート・ウィルスン (イギリスの作家)
ロバート・ウィルスン（Robert Wilson、1957年 - ）は、イギリスのミステリ作家。近年はポルトガル在住。父親はイギリス空軍の戦闘機パイロットで、自身はオックスフォード大学で英語の学位を取得した。
代表作は、西アフリカのベナンを主な舞台としたブルース・メドウェイ・シリーズや、スペインのセビリアを舞台としたハビエル・ファルコン・シリーズ。"The Company of Strangers" や『リスボンの小さな死』（原題：A Small Death in Lisbon ）などのスパイ小説も執筆しており、後者は1999年に英国推理作家協会のゴールド・ダガー賞を受賞した。2003年にはハビエル・ファルコン・シリーズの第1作『セビーリャの冷たい目』（原題：The Blind Man of Seville ）で同賞に再びノミネートされた。同シリーズ第2作"The Silent and the Damned" で2006年にガムシュー賞のヨーロッパ・ミステリ部門を受賞した。
ハビエル・ファルコン・シリーズは、マートン・チョーカシュ主演で"Falcón" のタイトルでテレビドラマ化された。

## 作品リスト
ブルース・メドウェイ (Bruce Medway) シリーズ
1. Instruments of Darkness (1995)
2. The Big Killing (1996)
3. Blood Is Dirt (1997)
4. A Darkening Stain (1998)

ハビエル・ファルコン (Javier Falcón) シリーズ
1. セビーリャの冷たい目 The Blind Man of Seville （ 2003年 /  2005年4月 早川書房 田村義進訳）
2. The Silent and the Damned (2004)
3. The Hidden Assassins (2006)
4. The Ignorance of Blood (2009)

チャールズ・ボクサー (Charles Boxer) シリーズ
1. Capital Punishment (2013)
2. You Will Never Find Me (2014)
3. Stealing People (2015)

その他
- リスボンの小さな死 A Small Death in Lisbon （ 1999年 /  2000年9月 早川書房 田村義進訳）
- The Company of Strangers (2001)